# Dancenter
Dancenter A/S er et dansk sommerhusudlejningsbureau. De er formidlere af over 7.500 privatejede sommerhuse i Danmark og over 8.800 feriehuse i Danmark, Norge, Sverige og Tyskland. Dancenters ferieboliger udlejes under forskellige mærker der inkluderer: Dancenter, Danland, Admiral Strand, Residence de Monbrison og Oravel Vacation Homes. I 2024 havde de 754 ansatte. I 2020 solgte ejeren igennem 4 år, tyske Axel Springer, Dancenter til indiske OYO Hotels & Homes. Oprindeligt blev Dancenter etableret i 1982.

## Danland
Danland-navnet blev taget i brug i 1979 udgør i dag Dancenters division for feriecentre i Danmark. Dancenter har i alt 27 Danland-feriecentre i Danmark. 
I Nordjylland 5, Vestjylland 5, Østjylland 2, Syd- og Sønderjylland 4, Fyn 2 og Sjælland, Øerne og Bornholm 6.